# Daniel Tătaru
Daniel Ioan Tătaru (n. 6 mai 1967, Piatra-Neamț, România) este un matematician român; în prezent, este profesor la Universitatea Berkeley din California.

## Biografie

### Anii timpurii
Daniel Tătaru a urmat studiile medii în localitatea natală. În timpul liceului, a participat la toate olimpiadele naționale de matematică; în clasa a 9-a a obținut premiu special, iar din clasa a 10-a nu a mai coborât de pe locul I. În 1985 și 1986 a obținut locul I la Olimpiada Internațională de Matematică, reușind în același timp performanța de a obține în premieră punctajul maxim al concursului: 40 de puncte. 
Între anii 1986-1990, urmează cursurile Facultății de Matematică de la Universitatea "Alexandru Ioan Cuza" din Iași. A terminat ca șef de promoție, cu 10 pe linie, și s-a implicat în cercetare încă din anii studenției. Lucrarea sa de licență a fost dedicată ecuațiilor Hamilton-Jacobi în spații Banach, în legătură cu semigrupuri neliniare, cu Viorel Barbu, în calitate de îndrumător. Pentru aceasta el a fost distins cu premiul "Gheorghe Țițeica", de la Academia Română de Științe. 

### În Statele Unite
După absolvirea facultății din Iași, Daniel Tătaru a plecat peste hotare pentru a urma cursurile de doctorat la West Virgina University, pe care le-a terminat în 1992. A obținut doctoratul în doi ani, față de patru-cinci, cât durează în mod obișnuit. 
În 1993, la doar 25 de ani, a devenit cadru didactic la Northwestern University, în Evanston, Illinois, prezentă în topul 30 al celor mai bune universități din lume. A urmat toate gradele didactice ale acestei Universități: asistent universitar (1992-1996), conferențiar (1996-1999) și profesor (1999-2001).
În 2001 se transferă la Universitatea Berkeley din California, universitate la care este și în prezent profesor.
La 33 de ani, contribuțiile sale la studiul ecuațiilor hiperbolice neliniare erau răsplătite cu cel mai prestigios premiu pentru matematică din SUA, cel al Societății Americane de Matematică. Premiul în cauză se acordă o dată la trei ani pentru contribuții excepționale în analiza matematică. În același an, excelența sa în matematică este recunoscută prin invitația de a conferenția la cel mai prestigios eveniment de matematică din lume: Conferința Internațională de Matematică de la Beijing.
Cercetările sale duc mai departe seria descoperirilor revoluționare în domeniu. Ecuațiile diferențiale Hamilton-Jacobi, pe care el le-a descifrat cum nu se poate mai bine, au făcut ca Tătaru să fie citat de fiecare dată când se explică cum forma obiectelor modelează undele electromagnetice. Un articol din The Mercury News avansa ipoteza că descoperirile lui Tătaru vor revoluționa modul în care se construiesc aparatele de MRI (de investigare radiografică) și cercetările geofizice. "Conform rezultatelor lui Tătaru", ca o recunoaștere a meritelor sale la nivel mondial, ecuațiile pe care le-a dezvoltat s-ar putea numi în curând ecuațiile Hamilton-Jacobi-Tătaru. 
În devine un membru de onoare al Institutului de Matematică "Simion Stoilow" din București.
În 2002 obține premiul "Bôcher Memorial Prize" acordat de American Mathematical Society o dată la 3 ani pentru rezultate remarcabile în analiza matematică. Deși este supranumit "matematicianul secolului 21", și nu a uitat de unde a plecat, el este mai celebru în străinătate decât în România. 

La 20 martie 2024 a fost ales membru de onoare al Academiei Române.